# Pivní chléb
Pivní chléb je jakýkoli chléb, který obsahuje pivo ve směsi těsta. V závislosti na použitém typu piva to může, ale nemusí přispět ke kypření. Pivní chleby se tak pohybují od těžkých, nekypřených bochníků až po lehké chleby a rohlíky s pekařskými kvasnicemi. Chuť pivního chleba je někdy vylepšena jinými přísadami, jako je sýr nebo bylinky.

## Popis
Pivní chléb může být jednoduchý rychlý chléb nebo kvasnicový chléb ochucený pivem. Pivo a chléb mají společný proces tvorby: kvasnice se používají k přeměně cukrů na oxid uhličitý a alkohol. V případě chleba se během procesu pečení velké procento alkoholu vypaří.
Pivní chléb lze vyrobit jednoduše z mouky, piva a cukru. Některá balená piva, zejména řemeslná, mohou úmyslně mít na dně láhve viditelné spící, ale živé kvasnicové sedimenty. Mnoho piv na masovém trhu však živé kvasinky odfiltruje. Bez dostatečného počtu kvasnic z piva bude bochník piva chléb poměrně hutný a těžký, pokud nebude přidán přípravek pro další kvašení (např. jedlá soda nebo prášek do pečiva nebo pekařské droždí a cukr). Může se použít samokypřící mouka, protože jde o směs mouky a kváskového činidla. Pivní chléb vyrobený bez kvašení je velmi odolný, ale při dlouhodobém pečení má tendenci neztrácet vlhkost; delší pečení má tendenci vytvářet silnější kůrku. Existují předem balené pivní chlebové směsi, v nichž jsou již zahrnuty suché přísady a kvasnice.
Pomocí různých piv lze vyrobit různé styly pivního chleba; například stout nebo tmavé pivo poskytnou tmavší chléb s výraznější chutí. Použití piva, které je okořeněné nebo má přidanou chuť, vytvoří chléb s podobnou chutí, ale méně intenzivní než pivo.
Pro zesílení chuti pivního chleba lze použít libovolný počet přídavných látek určených k aromatizaci. Patří k nim čedar a kopr, rajčata a byliny sušené na slunci, česnek a feta atd. přidávané do směsi suchých ingrediencí. Při výběru příchutí je třeba vzít v úvahu, že pokud se pivní chléb nebude jíst ihned, budou chutě po delším skladování zesílené.  